# José Joaquín Trejos Fernández
José Joaquín Antonio Trejos Fernández (San José, 18 d'abril de 1916 - San José, 10 de febrer de 2010). Polític costarricense, President de la República de 1966 a 1970.

## Biografia
Els seus pares van ser Juan Trejos Quirós i Emilia Fernández Aguilar. Va casar el 30 d'agost de 1936 amb Clara Fonseca Guàrdia. D'aquest matrimoni van néixer cinc fills: Diego, Juan José, Humberto, Alonso i Álvaro Trejos Fonseca.
Va cursar estudis d'economia en la Universitat de Chicago i va fer estudis superiors a Bordeus, França. Va ser Degà de la Facultat de Ciències i Lletres, destacant-se com a professor de Matemàtiques i Química. Durant molts anys va ser professor de Ciències Econòmiques en la Universitat de Costa Rica.

## President de la República
Sense antecedents polítics, per als comicis presidencials de 1966 va ser triat com a candidat per una aliança de partits denominada Unificació Nacional i va obtenir una victòria molt ajustada sobre el exCanciller Daniel Oduber Quirós. Triomfa en l'elecció presidencial per un estret marge de 4000 vots i obté 26 diputats per la seva partit Unificació Nacional. L'oposició representada pel partit Alliberament Nacional obté 29 diputats a l'Assemblea Legislativa.